# Bushmeat

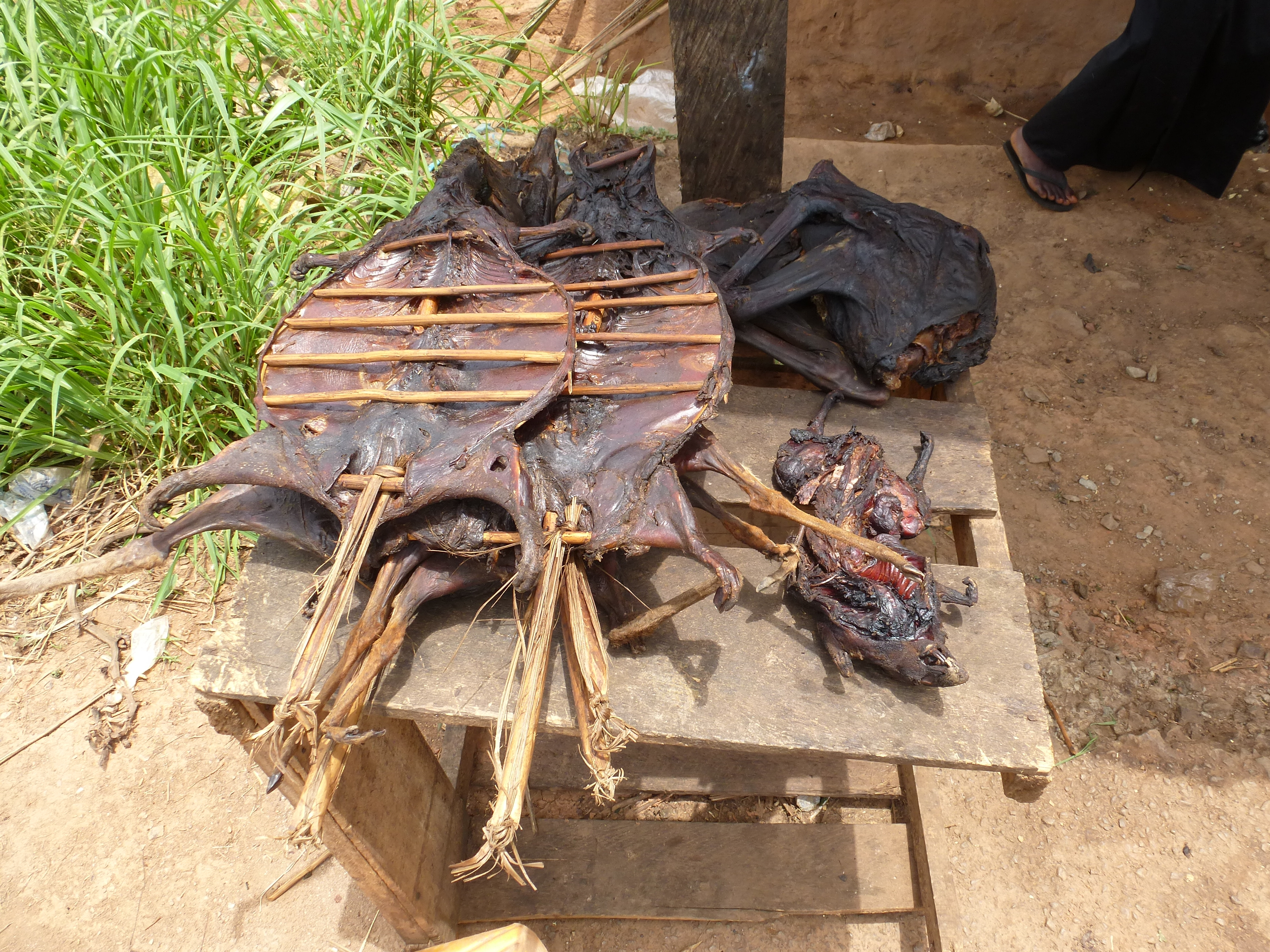
Prodej masa z buše u silnice. Mezi nabízeným masem je řekomyš, krysa rodu Cricetomys a chocholatka modrohřbetá

Bushmeat neboli maso z buše je maso pocházející z volně žijících druhů zvířat lovených pro lidskou spotřebu. Bushmeat přestavuje primární zdroj živočišných bílkovin a komoditu vydělávající peníze v chudých a venkovských komunitách v oblastech vlhkého tropického lesa.
Počty zvířat usmrcených a obchodovaných jako bushmeat v roce 1994 v západní a střední Africe byly považovány za neudržitelné. Do roku 2005 se stal komerční lov a obchodování s masem z buše hrozbou pro biodiverzitu. V roce 2016 bylo 301 druhů suchozemských savců ohroženo vyhynutím v důsledku lovu pro maso, včetně primátů, sudokopytníků, netopýrů, vačnatců, dvojitozubců, hlodavců a šelem, jejichž oblastí rozšíření jsou rozvojové země.
Konzumace bushmeat také představuje zvýšené riziko přenosu několika zoonóz ze zvířecího hostitele na člověka. Takovými viry jsou například HIV nebo Ebola.

## Dotčené druhy volně žijících živočichů

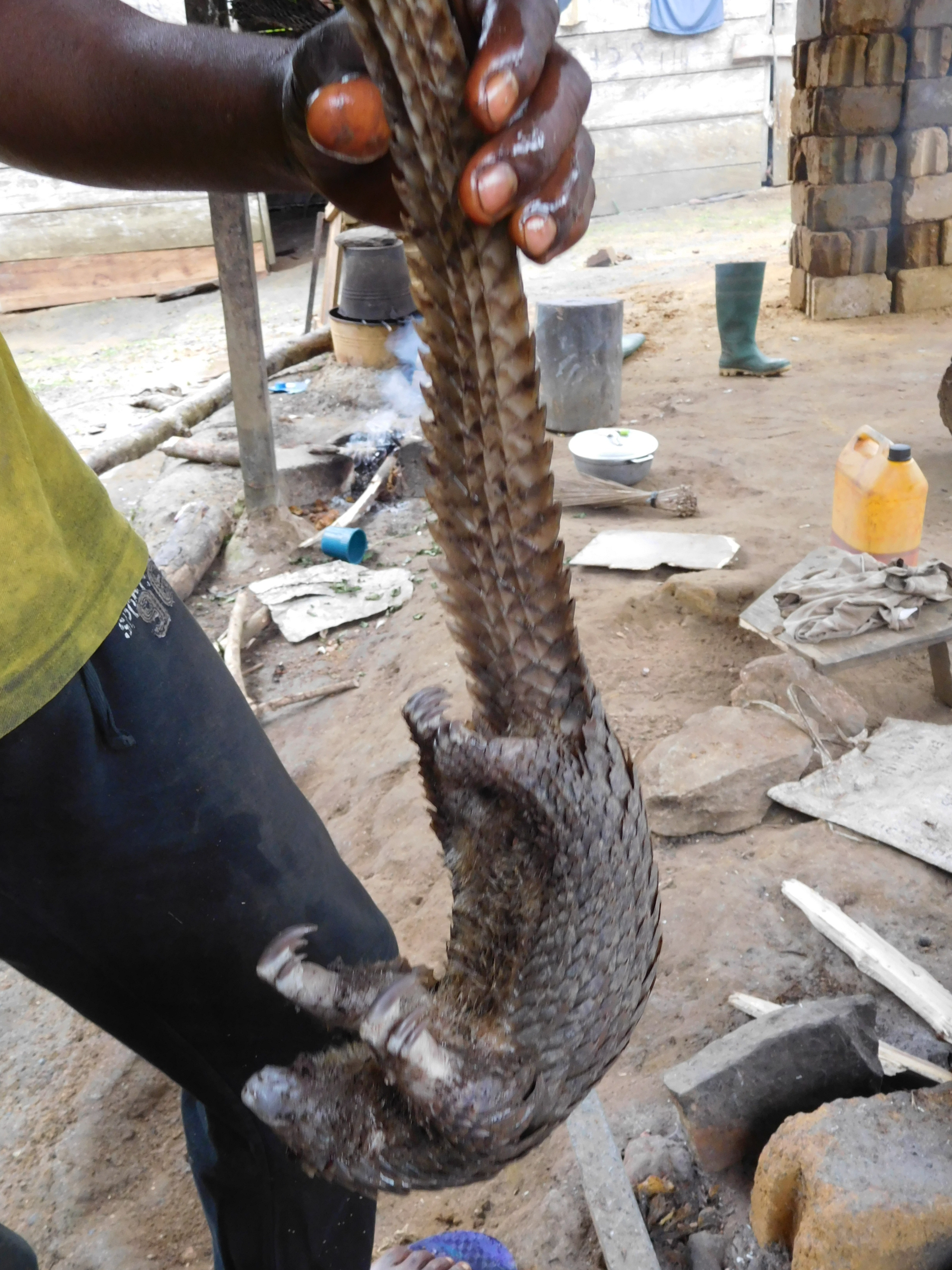
Luskoun, Kamerun

Odhaduje se, že je lovem "bushmeat" celosvětově ovlivněno více než tisíc druhů zvířat. Lovci používají k odchytu divoké zvěře převážně pasti na nohy, ale raději zabíjejí velké druhy, protože ty poskytují větší množství masa než malé druhy.
Objem obchodu s bushmeat v západní a střední Africe se na přelomu 20. a 21. století odhadoval na 1 až 5 milionů tun ročně. Podle odhadů se jen v povodí Konga ročně získá 2,2 miliony tun masa. Mezi 301 druhů savců ohrožených lovem patří 126 primátů, 64 sudokopytníků, 27 netopýrů, 26 vačnatců, 21 hlodavců, 12 šelem a všechny druhy luskounů.
Mezi druhy primátů, jejichž čerstvé či uzené maso bylo nabízeno v roce 2009 na trhu s divokou zvěří u liberijské řeky Cavally patřil šimpanz učenlivý (Pan troglodytes), kočkodan Dianin (Cercopithecus diana), kočkodan bělonosý (Cercopithecus nictitans), kočkodan světlobřichý (Cercopithecus petaurista), kočkodan Campbellův (Cercopithecus campbelli), mangabej kouřový (Cercocebus atys), gueréza běloramenná (Colobus polykomos), gueréza zelená (Procolobus verus) a gueréza červená (Piliocolobus badius). Více než polovinu z celkového počtu 723 kusů nabízených zvířat tvořily chocholatky (Cephalophinae).
V roce 2012 byl proveden průzkum obchodu s bushmeat ve třech vesnicích v departmentu Sassandra v Pobřeží slonoviny. Během šesti měsíců obdrželo devět restaurací 376 savců a osm plazů. Mezi těmito zvířaty byl i krokodýl čelnatý (Osteolaemus tetraspis), lesoň (Tragelaphus scriptus), chocholatka Maxwellova (Philantomba maxwellii), chocholatka černohřbetá (Cephalophus dorsalis), kočkodan Campbellův (Cercopithecus campbelli), kočkodan světlobřichý (Cercopithecus petaurista), luskoun bělobřichý (Phataginus tricuspis), luskoun dlouhoocasý (Manis tetradactyla), veverka zemní (Euxerus erythropus), osinák africký (Atherurus africanus), krysy rodu Cricetomys, řekomyš africká (Thryonomys swinderianus) a daman pralesní (Dendrohyrax dorsalis). Odhaduje se, že v roce 2011 bylo ve čtyřech městech v jižní Ghaně každoročně obchodováno s přibližně 128 400 kaloni plavými (Eidolon helvum).
V roce 2006 se odhadovalo, že v nigerijské a kamerunské části pobřežních lesů Cross-Sanaga-Bioko je každoročně usmrceno přibližně 1 437 000 zvířat, včetně přibližně 43 880 krys velkých (Cricetomys emini), 41 800 luskounů bělobřichých (Phataginus tricuspis), 39 700 kočkodanů bělonosých (Cercopithecus nictitans), 22 500 kočkodanů mona (Cercopithecus mona), 3500 kočkodanů červenonosých (Cercopithecus erythrotis), 15 300 cibetek afrických (Civettictis civetta), 20 300 drilů černolících (Mandrillus leucophaeus), 11 900 mangust tmavých (Crossarchus obscurus), více než 7600 nandinií znamenaných (Nandinia binotata), 26 760 varanů nilských (Varanus niloticus) a 410 slonů pralesních (Loxodonta cyclotis).
Odhaduje se, že v Gabonu mezi lety 1983 a 2002 poklesly populace gorily (Gorilla gorilla) a šimpanze učenlivého (Pan troglodytes) o 56 %. Tento pokles byl způsoben především komerčním lovem, který byl usnadněn rozsáhlou infrastrukturou pro těžbu dřeva. Nejpočetnějšími malými masožravci nabízenými na venkovských trzích s bushmeat jsou v Gabonu promyka bažinná (Atilax paludinosus) a promyka nosatá (Xenogale naso).
Koncem 90. let 20. století byl v Basankusu v povodí Konga pozorován prodej čerstvého či uzeného masa šimpanzů bonobo (Pan paniscus). Mezi hlavní druhy zabíjené pro získání bushmeatu v tanzanské oblasti Katavi-Rukwa patří impala (Aepyceros melampus), chocholatka schovávaná (Sylvicapra grimmia), prase savanové (Phacochoerus africanus), lesoň (Tragelaphus scriptus), buvol africký (Syncerus caffer), štětkoun africký (Potamochoerus porcus) a zebra stepní (Equus quagga).
Průzkum ve venkovské oblasti na jihozápadě Madagaskaru odhalil, že lovci bushmeatu se zaměřují na druhy jako štětkoun šedý (Potamochoerus larvaus), lemur kata (Lemur catta), sifaka malý (Propithecus verreauxi), maki tlustoocasý (Cheirogaleus medius), bodlín bezocasý (Tenrec ecaudatus), maki trpasličí (Microcebus murinus), lemur Hubbardových (Lepilemur hubbardi), kaloň madagaskarský (Pteropus rufus), Microcebus griseorufus a Eidolon dupreanum.

## Dynamika

### Těžba
Těžební koncese provozované společnostmi v afrických lesích jsou úzce spjaty s obchodem s bushmeat. Protože při těžbě se staví silnice po kterých mají i nákladní automobily a další přístup do odlehlých lesů. A právě tyto silnice jsou hlavním prostředkem pro přepravu lovců a masa z lesů do městských center. Některé, včetně Congolaise Industrielle du Bois v Konžské republice, spolupracují s vládami a mezinárodními ochranářskými organizacemi na regulaci obchodu s bushmeat v rámci koncesí, kde působí. Je zapotřebí přijmout řadu různých řešení, protože každá země má jinou společenskou situaci, tradice a zákony, proto žádné univerzální řešení by nefungovalo všude.

### Výživa
Bushmeat může být důležitým zdrojem mikroživin i makroživin pro místní obyvatelstvo. Studie provedená na obyvatelích v oblasti Tres Fronteras v Amazonském pralese zjistila, že lidé, kteří konzumovali bushmeat, byli vystaveni nižšímu riziku anémie a chronických zdravotních problémů, protože jejich strava obsahovala více železa, zinku a vitamínu C než u lidé, kteří toto maso nekonzumovali.

### Nadměrný rybolov
V Ghaně zvýšilo mezinárodní nelegální nadměrné využívání afrických lovných vod poptávku po bushmeat. Jak flotily dotované Evropskou unií, tak místní komerční flotily vyčerpaly rybí populace, takže místní obyvatelé jsou nuceni doplňovat si stravu zvířaty ulovenými v přírodních rezervacích. Více než třicet let sběru dat spojuje prudký pokles populací savců i biomasy 41 druhů volně žijících živočichů se sníženou nabídkou ryb. Spotřeba ryb a bushmeat spolu souvisí: pokles jednoho zdroje zvyšuje poptávku a cenu druhého.

### Pastevectví
Pastýři z pohraničních oblastí mezi Súdánem a Středoafrickou republikou, kteří se přesouvají do pastvin, jsou doprovázeni ozbrojenými obchodníky, kteří se také věnují pytláctví velkých býložravců. Úbytek populace antilopy Derbyho (Taurotragus derbianus), buvola afrického (Syncerus caffer), buvolce stepního (Alcelaphus buselaphus) a vodušky velké (Kobus ellipsiprymnus) v letech 2012 ž 2017 v oblasti Chinko je připisován jejich pytláckým aktivitám. Hospodářská zvířata používají k přepravě bushmeat na trh.

## Role bushmeat v šíření nemocí

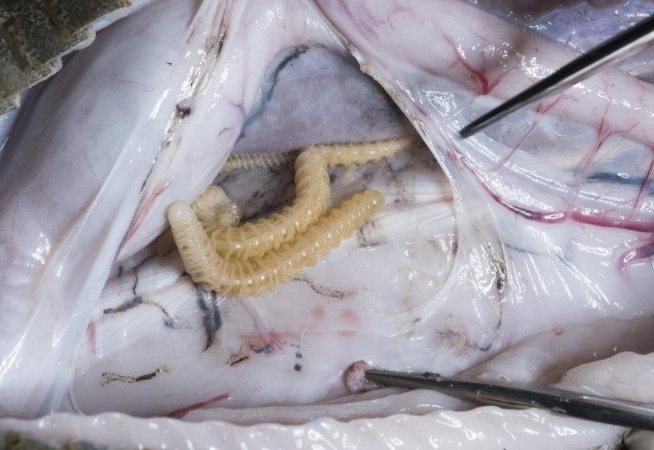
Armillifer grandis nalezený v mase zmije nosorohé (Bitis nasicornis) určené k lidské spotřebě

Živočišné zdroje mohly být příčinou infekčních onemocnění jako je tuberkulóza, lepra, cholera, neštovice, spalničky, chřipka a syfilis, kterými mohli být nakaženi již raní zemědělci. Vznik HIV-1, AIDS, onemocnění virem Ebola a Creutzfeldt-Jakobova nemoc se také připisuje živočišnému původu. V 80. letech 20. století bylo v Konžské demokratické republice zjištěno, že veverka Thomasova (Funisciurus anerythrus) a veverka rudonohá (Heliosciurus rufobrachium) jsou nositeli viru opičích neštovic.
Propuknutí onemocnění virem Ebola v povodí Konga a v Gabonu v 90. letech 20. století bylo spojováno s porážením a konzumací šimpanzů učenlivých a šimpanzů bonobo. Lovci bushmeat ve střední Africe nakažení lidským T-lymfotropním virem byli v blízkém kontaktu s divokými primáty. Antrax se může přenášet při porážení a konzumaci kopytníků. Riziko přenosu nemocí přenášených krví je vyšší při zabití zvířete, než při jeho přepravě, vaření a konzumaci.
Mnoho lovců a obchodníků si není vědomo nebezpečí přenosu onemocnění ze zvířat na člověka. Průzkum provedený ve venkovských komunitách v Nigérii ukázal, že 55 % respondentů o zoonózách vědělo, ale jejich vzdělání a kulturní tradice jsou důležitými faktory pro lov a konzumaci bushmeat navzdory souvisejícím rizikům.

### HIV
Výsledky výzkumu divokých šimpanzů v Kamerunu naznačují, že jsou přirozeně infikováni virem SFV a představují přirozený rezervoár HIV-1, který může u lidí vést k syndromu získané imunodeficience (AIDS). Existuje několik odlišných kmenů HIV, což naznačuje, že k tomuto mezidruhovému přenosu došlo několikrát. Opičí virus imunodeficience (SIV) vyskytující se u šimpanzů údajně pochází ze starších variant viru přítomných u mangabeje rudohlavého (Cercocebus torquatus) a kočkodana bělohosého (Cercopithecus nictitans). Je pravděpodobné, že HIV byl původně přenesen na člověka po kontaktu s masem infikovaného divokého zvířete.

### Ebola
Přirozené rezervoáry ebolavirů nejsou známy. Mezi možné rezervoáry patří primáti, kaloni, hlodavci, rejsci, šelmy a kopytníci. Mezi říjnem 2001 a prosincem 2003 došlo v pohraniční oblasti mezi Gabonem a Konžskou republikou k vzniku pěti ohnisek nákazy virem Ebola. Pitvy mrtvých těl divokých zvířat ukázaly, že virem byli nakaženi šimpanzi, gorily a chocholatky černohřbeté (Cephalophus dorsalis). Nákaza tímto virem je spojována s bushmeat, přičemž někteří vědci se domnívají, že primárními hostiteli alespoň některých variant Eboly jsou kaloni. Mezi prvními zaznamenaným ohniskem v roce 1976 a největším v roce 2014 se virus přenesl ze zvířat na člověka pouze třicetkrát, a to i přes velké množství netopýrů, které jsou každoročně zabíjeni pro maso. Kaloni upouštějí částečně snědené plody a dužinu, kterými se pak živí suchozemští savci, jako jsou gorily a choholatky. Tento řetězec událostí představuje možný nepřímý způsob přenosu z přirozeného hostitele na jinou zvířecí populaci. Podezřelým indexovým případem epidemie viru Ebola v západní Africe v roce 2014 byl dvouletý chlapec v Meliandou v jihovýchodní Guineji, který si hrál v dutém stromě, kde žila kolonie tadaridy angolské (Mops condylurus).
Výsledky studie provedené během ebolové krize v Libérii ukázaly, že socioekonomické podmínky ovlivnily spotřebu bushmeat. Během krize došlo ke snížení jeho spotřeby.

### Paraziti
V Kamerunu bylo 15 druhů primátů vyšetřeno na gastrointestinální parazity. Primáti žijící ve volné přírodě byli infikováni rody parazitů jako je tenkohlavec (Trichuris nebo Trichocephalus), Entamoeba, Ascaris, Capillaria, roup dětský (Enterobius vermicularis), Bertiella a Endolimax nana. Také velká část zmijí rodu Bitis prodávaných na venkovských tržištích s bushmeat v Konžské demokratické republice je infikována parazitem Armillifer grandis, který představuje hrozbu pro veřejné zdraví.

## Snahy o omezení či zastavení obchodu s bushmeat
Mezi návrhy na omezení či úplné zastavení lovu a prodeje bushmeat patří zvýšení přístupu spotřebitelů k cenově dostupným a spolehlivým alternativním zdrojům živočišných bílkovin, jako jsou kuřata, drobná hospodářská zvířata a ryby chované v rodinách, přenesení práv a pravomocí nad volně žijícími živočichy na místní komunity, posílení správy chráněných oblastí a prosazování zákonů na ochranu volně žijících živočichů.
Jako alternativu k bushmeat je v některých případech možné chovat některé druhy, které jsou tradičně loveny z volné přírody, v zajetí. Snahy o chov v zajetí musí být pečlivě monitorovaný, protože existuje riziko, že by mohl být zneužit k praní špinavých peněz a legitimizaci jedinců odchycených z volné přírody, podobně jako je v Indonésii k praní špinavých peněz zneužit obchod s krajtou zelenou (Morelia viridis).